# Hayko
Hayko (Հայկո), nom de scène de Hayk Hakobyan (en arménien Հայկ Հակոբյան), né le 25 août 1973 à Erevan (République socialiste soviétique d'Arménie) et mort le 29 septembre 2021 dans la même ville, est un chanteur arménien.

## Biographie

### Carrière
Hayko reçoit en 1996 le premier prix au festival de la chanson Moscou-96. En 1997, il participe au festival de la chanson Big Apple à New York qu’il gagne. En 1998, il reçoit le prix du Meilleur auteur-interprète au concours de la chanson arménienne Oui.
En 1999, il est diplômé du Conservatoire d’État Komitas à Erévan. En 1998, 1999, 2002, 2003 en 2006, il reçoit le prix du « Meilleur chanteur de l’année » des Prix annuels de la musique arménienne, en 2002 il fut primé du « Meilleur projet de l’année » et « Meilleur album de l’année », tandis qu’en 2003 il reçoit le prix de la « Meilleure vidéo-clip de l’année ».
En 2003, il donne son premier concert solo à Los Angeles.
En 2006, il reçoit le titre d’Artiste émérite de la République d’Arménie par décret du Président de la République d’Arménie.
En 2007, il représente l’Arménie à l'Eurovision 2007 où il termine 8e.
En 2007, 2010 et 2011, il reçoit le prix du « Meilleur compositeur de l’année » pour la musique des films N’ayez pas peur, Pigeon tué et La mémoire du croisé. Il écrit également la musique des films Nothing Will Remain, Jubilee Customer, Dawn on the Sea of Van et Garegin Njdeh.
En 2011, il reçoit le prix du « Chanteur de la décennie en Arménie » lors de la cérémonie annuelle des Prix de la musique arménienne à Moscou.

### Mort
Hayko meurt le 29 septembre 2021 des suites du Covid-19, à Erevan, en Arménie.